# Linognathus setosus
Linognathus setosus är en insektsart som först beskrevs av Von Olfers 1816.  Linognathus setosus ingår i släktet Linognathus och familjen nötlöss. Inga underarter finns listade i Catalogue of Life.